# Leo Lemešić
Leo Lemešić (Sinj, 1908. június 8. – Zágráb, 1978. augusztus 15.) jugoszláv válogatott horvát labdarúgó, edző, nemzetközi labdarúgó-játékvezető, sportvezető.

## Pályafutása

### Labdarúgóként
1921-ben mindössze 13 éves, amikor részt vett egy vitorlásregattán. Ugyanebben az évben kezdett foglalkozni az atlétikával és a rugbyvel. A labdarúgást a VK Piratesben kezdte, majd egész felnőtt labdarúgó pályafutását, 16 évet anyaegyesületében, a HNK Hajduk Splitben szolgált. 1926-ban ifjúsági játékoskosként került az egyesületbe. 1926. április 10-én a debütált az élvonalban. (1927-1929) között csapattársaival kétszer bajnokságot nyert. A második világháború elejéig, 1941-ig 491 hivatalos mérkőzést játszott és 455 gólt szerzett. Egyesületének második legeredményesebb csatára, az első helyen Fran Matošić áll 739 mérkőzésen, 729 góllal.
| Időpont           | Helyszín              | Mérkőzés típusa       | Mérkőzés                     | Eredmény |
| ----------------- | --------------------- | --------------------- | ---------------------------- | -------- |
| 1926. április 10. | Városi Stadion, Split | első bajnoki mérkőzés | HNK Hajduk Split–Zagreb HAŠK | 2 : 1    |

A jugoszláv nemzeti válogatottban (1929-1932) között 5 alkalommal játszhatott, ezeken összesen 3 gól szerzett.
| Időpont         | Helyszín                                               | Mérkőzés típusa            | Mérkőzés                  | Eredmény | Nézők száma |
| --------------- | ------------------------------------------------------ | -------------------------- | ------------------------- | -------- | ----------- |
| 1929. május 10. | Oficiul Naţional de Educaţie Fizică Stadion, Bukarest  | első válogatott mérkőzés   | Románia–Jugoszlávia       | 3 : 2    | 15 000      |
| 1932. május 29. | Koturaška Cesta (Igralište Građanskog) Stadion, Zágráb | utolsó válogatott mérkőzés | Jugoszlávia–Lengyelország | 0 : 3    | 6 000       |

### Nemzeti játékvezetés
1944-ben, amikor csapata, a Hajduk, egy barátságos mérkőzést játszott volna, a játékvezetők nem érkeztek meg, így „szükségből” felkérték, hogy vezesse la a találkozót, amit általános elégedettséggel megtett. 1946-ban vizsgázott, és még abban az évben az I. Liga játékvezetője lett. A nemzeti játékvezetéstől 1960-ban vonult vissza. Vezetett bajnoki mérkőzéseinek száma: 337, partbíró szolgálatának száma: 101.
| Időpont | Helyszín                       | Mérkőzés típusa          | Mérkőzés                         | Eredmény |
| ------- | ------------------------------ | ------------------------ | -------------------------------- | -------- |
| 1960.   | Crvena zvezda Stadion, Belgrád | utolsó bajnoki mérkőzése | FK Crvena zvezda–FK Radnicki Niš | 5 : 4    |

#### Nemzeti kupamérkőzések
Vezetett kupadöntők száma: 3.

##### Jugoszláv labdarúgókupa
| Időpont            | Helyszín                       | Mérkőzés típusa | Mérkőzés                                  | Eredmény | Nézők száma |
| ------------------ | ------------------------------ | --------------- | ----------------------------------------- | -------- | ----------- |
| 1948. november 29. | Crvene zvezde Stadion, Belgrád | döntő           | FK Crvena Zvezda Beograd–Partizan Beograd | 3 : 0    | 30 000      |
| 1950. december 31. | JNA Stadion, Belgrád           | döntő           | FK Crvena zvezda–Dinamo Zagreb            | 3 : 0    | 45 000      |
| 1959. május 23.    | JNA Stadion, Belgrád           | döntő           | FK Crvena zvezda–FK Partizan              | 3 : 1    | 50 000      |

### Nemzetközi játékvezetés
A Jugoszláv labdarúgó-szövetség Játékvezető Bizottsága (JB) terjesztette fel nemzetközi játékvezetőnek, a Nemzetközi Labdarúgó-szövetség (FIFA) 1948-tól tartotta nyilván bírói keretében. Több nemzetek közötti válogatott és klubmérkőzést vezetett, vagy működő társának partbíróként segített. A jugoszláv nemzetközi játékvezetők rangsorában, a világbajnokság-Európa-bajnokság sorrendjében többedmagával a 16. helyet foglalja el 1 találkozó szolgálatával. A nemzetközi játékvezetéstől 1960-ban vonult vissza. Vezetett válogatott mérkőzéseinek száma: 12, klubtalálkozóinak száma: 43.

#### Labdarúgó-világbajnokság
A világbajnoki döntőhöz vezető úton Brazíliába a IV., az 1950-es labdarúgó-világbajnokságra és Svédországba a VI., az 1958-as labdarúgó-világbajnokságra a FIFA JB bíróként alkalmazta. 1950-ben a FIFA JB egy partbírói feladatra, első számú beosztásban alkalmazta. A kor előírásainak megfelelően az első számú partbíró egyik feladata, hogy a játékvezető sérülésénél átveszi a mérkőzés irányítását. 1950-ben egy, 1958-ban 2 csoportmérkőzésen szolgált partbíróként. Világbajnokságon vezetett mérkőzéseinek száma: 1 + 3 (partbíró).

##### 1950-es labdarúgó-világbajnokság

###### Selejtező mérkőzés
| Időpont          | Helyszín                            | Mérkőzés típusa        | Mérkőzés            | Játékvezető     | Eredmény | Nézők száma |
| ---------------- | ----------------------------------- | ---------------------- | ------------------- | --------------- | -------- | ----------- |
| 1950. június 29. | Durival de Britto Stadion, Curitiba | selejtező (3. csoport) | Svédország–Paraguay | George Mitchell | 2 : 2    | 8 000       |

##### 1958-as labdarúgó-világbajnokság

###### Világbajnoki mérkőzés
| Időpont          | Helyszín               | Mérkőzés típusa        | Mérkőzés     | Eredmény | Nézők száma |
| ---------------- | ---------------------- | ---------------------- | ------------ | -------- | ----------- |
| 1958. június 11. | Råsunda Stadion, Solna | selejtező (3. csoport) | Mexikó–Wales | 1 : 1    | 25 000      |

#### Olimpiai játékok
Az 1948. évi nyári olimpiai játékok labdarúgó tornáján a FIFA JB bíróként foglalkoztatta.

##### 1948. évi nyári olimpiai játékok
| Időpont            | Helyszín                       | Mérkőzés típusa | Mérkőzés         | Eredmény | Nézők száma |
| ------------------ | ------------------------------ | --------------- | ---------------- | -------- | ----------- |
| 1948. augusztus 2. | Champion Hill Stadion, Dulwich | első forduló    | Mexikó–Dél-Korea | 3 : 5    | 6 500       |

#### Nemzetközi kupamérkőzések

##### Bajnokcsapatok Európa-kupája
Az 1959–1960-as volt a sorozat  5. kiírása. Az 1959-es bajnoki győzelemmel a Csepel SC megkapta a lehetőséget a nemzetközi porondra való lépéshez
| Időpont              | Helyszín                 | Mérkőzés típusa           | Mérkőzés                | Eredmény | Nézők száma |
| -------------------- | ------------------------ | ------------------------- | ----------------------- | -------- | ----------- |
| 1959. szeptember 13. | İnönü Stadion, Isztambul | selejtező (első mérkőzés) | Fenerbahçe SK–Csepel SC | 1 – 1    | 26 432      |

#### A magyar labdarúgó-válogatott mérkőzései (1902–1929)
| Időpont            | Helyszín                    | Mérkőzés típusa          | Mérkőzés                   | Eredmény | Nézők száma |
| ------------------ | --------------------------- | ------------------------ | -------------------------- | -------- | ----------- |
| 1948. május 23.    | Qemal Stafa Stadion, Tirana | 258. válogatott mérkőzés | Albánia–Magyarország       | 0 : 0    | 20 000      |
| 1956. május 20.    | Népstadion, Budapest        | 327. válogatott mérkőzés | Magyarország–Csehszlovákia | 2 : 4    | 90 000      |
| 1958. november 23. | Népstadion, Budapest        | 353. válogatott mérkőzés | Magyarország–Belgium       | 3 : 1    | 60 000      |

## Sportvezetői pályafutása
1944-ben az újjáalakult NK Hajduk egyesület elnöke. (1952-1954) között a Jugoszláv labdarúgó-válogatott szövetségi edzője. 1956-ban a Horvátország labdarúgó válogatottjának edzője. (1961-1962) között anyaegyesületének edzője. Sikeres edzői pályafutással rendelkezik. 1961-1963 valamint 1952-1954 között a Jugoszláv Labdarúgó-szövetség Játékvezető Bizottságának elnöke, Pályafutását követően a Nemzetközi Labdarúgó-szövetség (FIFA) és az International Board tagja.

## Szakmai sikerek
- Az 1934/35. évi bajnokságban 18 góljával nemzetének legjobb góllövője lehetett.
- 1968-ban a nemzetközi játékvezetés hírnevének erősítése, hazájában 10 éve a legmagasabb Ligában (osztályban) folyamatosan tevékenykedő, eredményes pályafutása elismeréseként, a FIFA JB felterjesztésére az 1965-ben alapított International Referee Special Award címmel és oklevéllel tüntette ki.
- 1970-ben pályafutásának elismeréseként állami kitüntetésben részesítették.

## Külső hivatkozások
- Leo Lemešić. World Referee. [2012. szeptember 22-i dátummal az eredetiből archiválva]. (Hozzáférés: 2012. szeptember 26.)
- Leo Lemešić. footballzz.com. (Hozzáférés: 2012. szeptember 26.)
- Leo Lemešić. footballdatabase.eu. (Hozzáférés: 2012. szeptember 26.)
- Leo Lemešić. scoreshelf.com. [2015. április 6-i dátummal az eredetiből archiválva]. (Hozzáférés: 2012. szeptember 26.)
- Leo Lemešić. eu-football.info. (Hozzáférés: 2012. szeptember 26.)
- Leo Lemešić. weltfussball.de. (Hozzáférés: 2012. szeptember 26.)

| Elődje: Milenko Podubski | Jugoszláv labdarúgókupa döntő 1947–1948 | Utódja: Milenko Podubski |

| Elődje: Marijan Matančić | Jugoszláv labdarúgókupa döntő 1949–1950 | Utódja: R. Rakic |

| Elődje: Emil Erlich | Jugoszláv labdarúgókupa döntő 1958–1959 | Utódja: Taslidzic |